# Карашилік (Зерендинський район)
Карашилі́к (каз. Қарашілік) — село у складі Зерендинського району Акмолинської області Казахстану. Входить до складу Кизилегіського сільського округу.
Населення — 77 осіб (2021; 133 у 2009, 224 у 1999, 235 у 1989).
Національний склад станом на 1989 рік:
- казахи — 100 %.